# Пахра
Пахра́ (рос. Пахра) — середня річка Москви і Московської області, права притока Москви-ріки. Основні притоки — річки Рожайка, Моча і Десна.

## Назва
Етимологія гідроніма остаточно не з'ясована. У волго-окському межиріччі трапляються назви з аналогічним формантом -хра (Сухра, Махра, Вахра), тому найімовірніше в мові дослов'янського населення цих земель він означав «річка». За іншою версією, Пахра походить від фіно-угорського кореня яхр, ягр-, -ахр, що означає «озеро». Існує також спроба (гіпотеза О. М. Трубачова й Є. С. Отіна) пояснити назву як питомо слов'янську, відновляючи первісну форму як Пьх-ъра (пор. Пехорка) і виводячи її з кореня пьх- («пхати, штовхати»).

## Опис
Довжина річки становить 135 км (за іншими даними — 129 км), площа водозбірного басейну — 2580 км².
Витік Пахри розташований у 3,8 км на північний захід від станції Бекасово I Київського напрямку і Великого кільця Московської залізниці, в болотах Наро-Фомінського району. Річка впадає в Москву поруч селища М'ячково Раменського району. Ширина заплави — 100—200 метрів, русла в середній течії 15-20 метрів, в пониззі — 30-40 метрів.
Русло річки звивисте. За характером водного режиму Пахра належить до волзького типу, основним джерелом живлення є снігові води. Влітку і восени річку живлять дощові і підземні води, взимку — джерела. Повінь починається з кінця березня, закінчується на початку травня. Підйом води в річці досягає 6 метрів. Пахра замерзає в листопаді — грудні, відтає в кінці березня — квітня. Середньорічна витрата води в 36 км від гирла — 9,95 м³/ с, що відповідає обсягу стоку 0,314 км³/рік.
За хімічним складом вода Пахри має гідрокарбонатно-кальцієвий склад і належить до Валдайського підтипу річок.
На річці Пахрі розташовані місто Подольськ, селища Шишкін Ліс, Красна Пахра, Дубровиці, села Долгіно, Ігнатово, Лукіно, Сьяново, Чурилково, Количово, Шестово, Новленське, Кисєлиха, Камкіно, Ям.

## Притоки
(відстань від гирла)
- 8,4 км: Жданка (пр)
- 29 км: Бітца (лв)
- 29,4 км: Гвоздянка (лв)
- 35 км: Рожайка (пр)
- 40 км: Конопелька (пр)
- 55 км: Десна (лв)
- 58 км: Моча (пр)
- 108 км: Сохна (пр)

## Фотогалерея

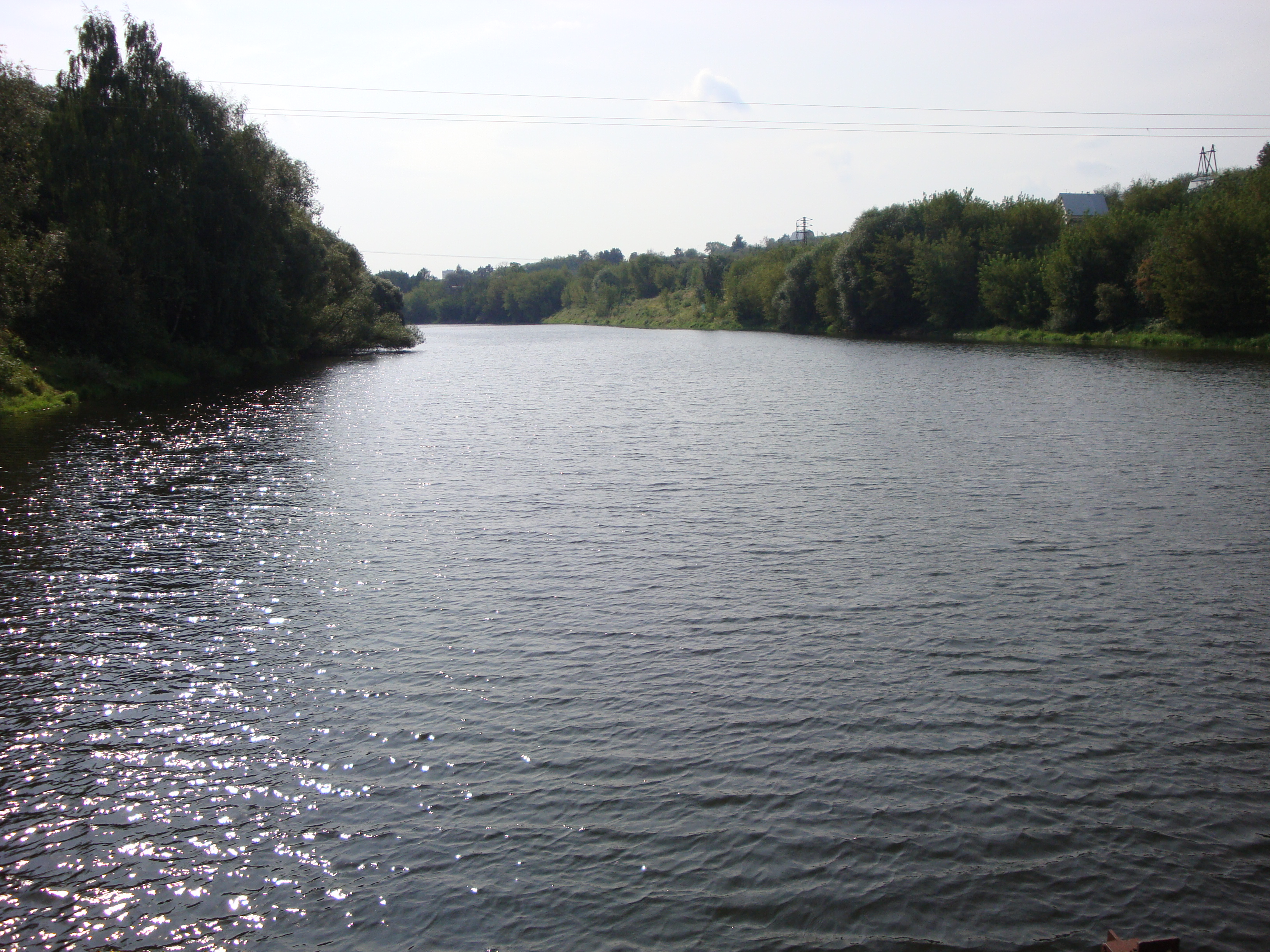
Пахра в Подольську до міської греблі, 2008 рік
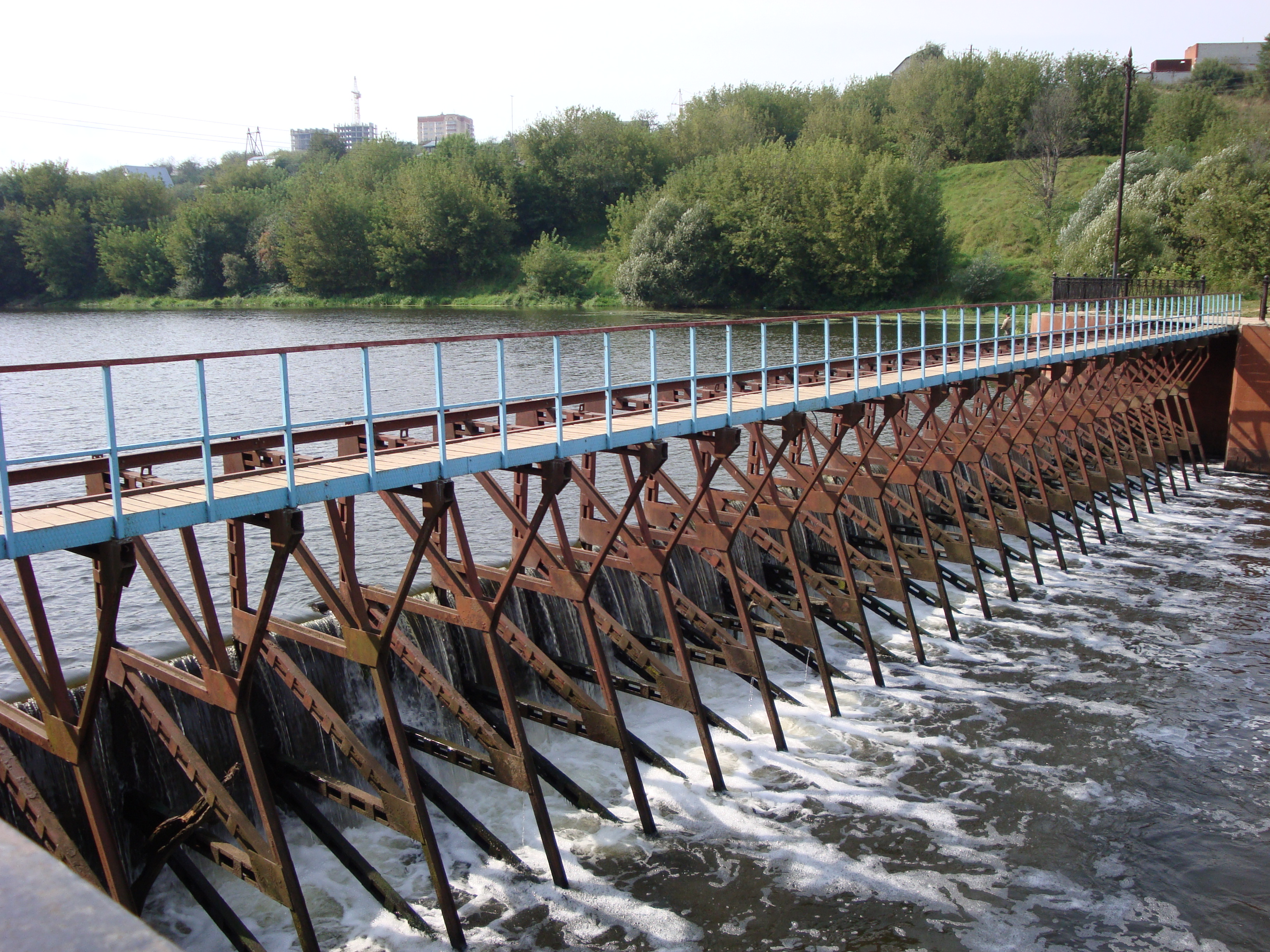
Гребля на Пахрі, 2008 рік
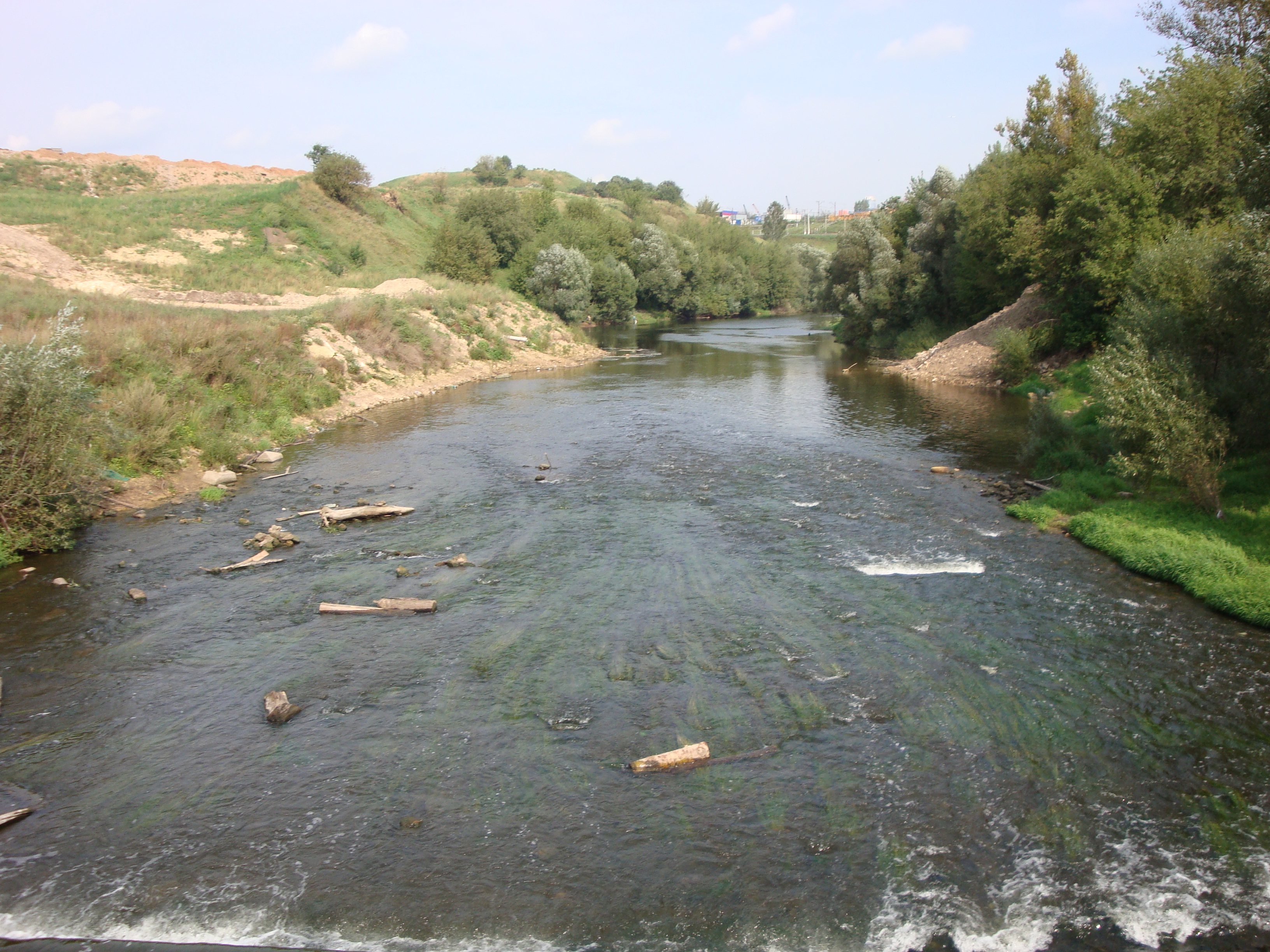
Пахра в Подольську після міської греблі, 2008 рік
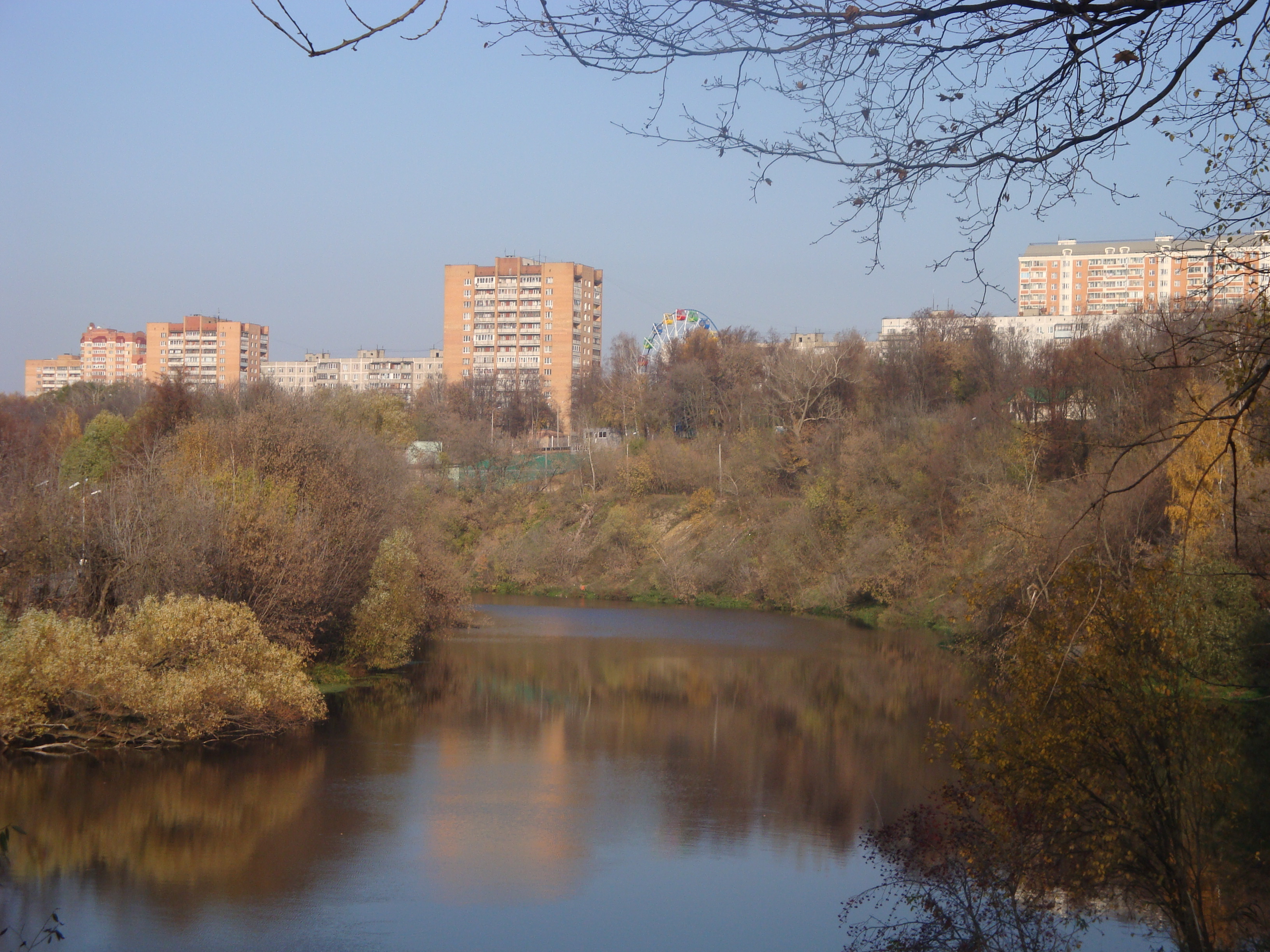
Пахра, 2011 рік